# Yenişehir Belediye Spor Kulübü 2012-2013
Questa voce raccoglie le informazioni riguardanti lo Yenişehir Belediye Spor Kulübü nella stagione 2012-2013.

## Organigramma societario
Area direttiva
- Presidente: Hakan Ceylan

Area organizzativa
- Team manager: Ahmet Akar

Area tecnica
- Allenatore: Senai Yıldız
- Secondo allenatore: Suat Yağcıoğlu
- Statistico: Suat Yağcıoğlu

## Rosa
| N° | Nome                | Ruolo | Data di nascita  | Nazionalità sportiva |
| -- | ------------------- | ----- | ---------------- | -------------------- |
| 2  | Kiryl Krasneŭski    | S     | 31 luglio 1987   | Bielorussia          |
| 3  | Volkan Güç          | S/O   | 16 luglio 1980   | Turchia              |
| 4  | Tarık Hepşen        | C     | 22 novembre 1988 | Turchia              |
| 5  | Faik Yaz            | S     | 9 aprile 1984    | Turchia              |
| 6  | Mehmet Uludağ       | P     | 16 gennaio 1977  | Turchia              |
| 7  | Hürol Temel         | C     | 26 dicembre 1982 | Turchia              |
| 8  | Yasin Sancak        | C     | 9 settembre 1978 | Turchia              |
| 9  | Osman Babagiray     | S     | 20 marzo 1975    | Turchia              |
| 10 | Bahadır Güçlüyıldız | S/O   | 29 maggio 1978   | Turchia              |
| 11 | Görkem Sertel       | S/O   | 27 ottobre 1992  | Turchia              |
| 13 | Selim Yıldırım      | L     | 27 marzo 1986    | Turchia              |
| 14 | Zafer Tendar        | P     | 14 aprile 1987   | Turchia              |
| 16 | Hasan Kunter        | L     | 29 giugno 1974   | Turchia              |
| 17 | Suat Alender        | S     | 11 luglio 1986   | Turchia              |